# Auckland (região)

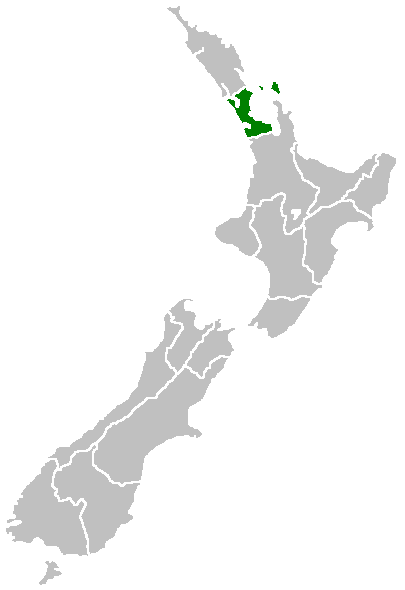
Região de Auckland.

A região de Auckland, ou, raramente na sua forma portuguesa, de Auclanda, é uma das 16 regiões da Nova Zelândia.

## Cidade de Auckland
Na região de Auckland, situa-se a cidade de Auckland, esta é a cidade mais populosa e considerada mais importante da Nova Zelândia, com aproximadamente um milhão e trezentos mil habitantes, sendo que a cada três pessoas, duas são imigrantes.
São atrações turísticas o Aeroporto Internacional, o Porto com seus Iates e Veleiros e a Sky Tower com seus 320 metros de altura, com bela vista de toda região, sendo possível a prática do bungee jump a 192 metros e sky walk, onde os visitantes presos por cordas andam no anel externo da torre numa faixa de 1,5 metro. Situa-se a mais ou menos 500 km da Capital Wellington.
Otimos pubs, infra estrutura impecável, tendo ótimas sinalizações e centros de informações.